# Джулиани, Микеле
Микеле Джулиани (итал. Michele Giuliani; 16 мая 1801, Барлетта — 8 октября 1867, Париж) — итальянский гитарист, певец, композитор и музыкальный педагог. Сын Мауро Джулиани.

## Биография
С начала 1820-х годах жил в Российской империи, концертировал как гитарист, преподавал гитару и пение в Санкт-Петербурге. С 1850 году и до конца жизни профессор Парижской консерватории по классу вокала (принял класс у Мануэля Гарсиа-младшего).